# Сливицкий, Юзеф
Юзеф Сливицкий (пол. Józef Śliwicki, 26 декабря 1867, Варшава, Царство Польское, Российская империя — 7 октября 1944, Енджеюв, Польша) — польский актёр театра и кино, режиссёр.
Президент Союза артистов польских сцен (Związek Artystów Scen Polskich, 1919—1920).

## Биография
Сын тапёра.
Первое выступление на сцене состоялось в Варшаве в 1884 году. Позже играл во Львовском городском театре, был режиссёром и актёром варшавских театров: Большого, «Розмаитосьци», Летнего.
С 1925 года — актёр и режиссёр варшавского Национального театра.
Всего сыграл на сценах театров 644 роли.

## Избранная фильмография
- 1912 — Кровавая судьба / Krwawa dola
- 1921 — На светлом берегу / Na jasnym brzegu — художник Свирский
- 1921 — Невольница любви / Niewolnica miłości
- 1921 — Любовь сквозь огонь и кровь / Miłość przez ogień i krew
- 1926 — Прокажённая / Trędowata — граф Барский
- 1926 — О чём не думают
- 1927 — Земля обетованная / Ziemia obiecana — банкир Цукер
- 1927 — Усмешка судьбы / Uśmiech losu — адвокат Шамоцкий
- 1928 — Пан Тадеуш  / Pan Tadeusz — стольник
- 1936 — Приор Кордецкий — защитник Ченстоховы / Przeor Kordecki — obrońca Częstochowy — Ян II Казимир
- 1936 — Болек и Лёлек / Bolek i Lolek
- 1938 — Профессор Вильчур / Profesor Wilczur

## Награды
- Офицерский крест Ордена Возрождения Польши (1924)
- Крест Заслуги (1933)
- Командорский крест Ордена Возрождения Польши (1938)